# Salvatore Varriale (politico)
Salvatore Varriale (Napoli, 9 agosto 1954) è un politico italiano.

## Biografia
Esponente della Democrazia Cristiana, nel 1987 diventa consigliere comunale a Napoli, ricoprendo anche il ruolo di assessore dal 1989 al 1992. Alle elezioni politiche del 1992 viene eletto deputato per la DC, restando in carica nella XI legislatura, fino al 1994. 
Dopo una breve militanza nel PPI, passa poi a Forza Italia, con cui è candidato al Senato alle elezioni politiche del 2001 nel collegio di Napoli-Fuorigrotta, senza essere eletto. Nel 2006 diventa nuovamente consigliere comunale a Napoli, restando in carica fino al 2011.